# Kees van der Woude

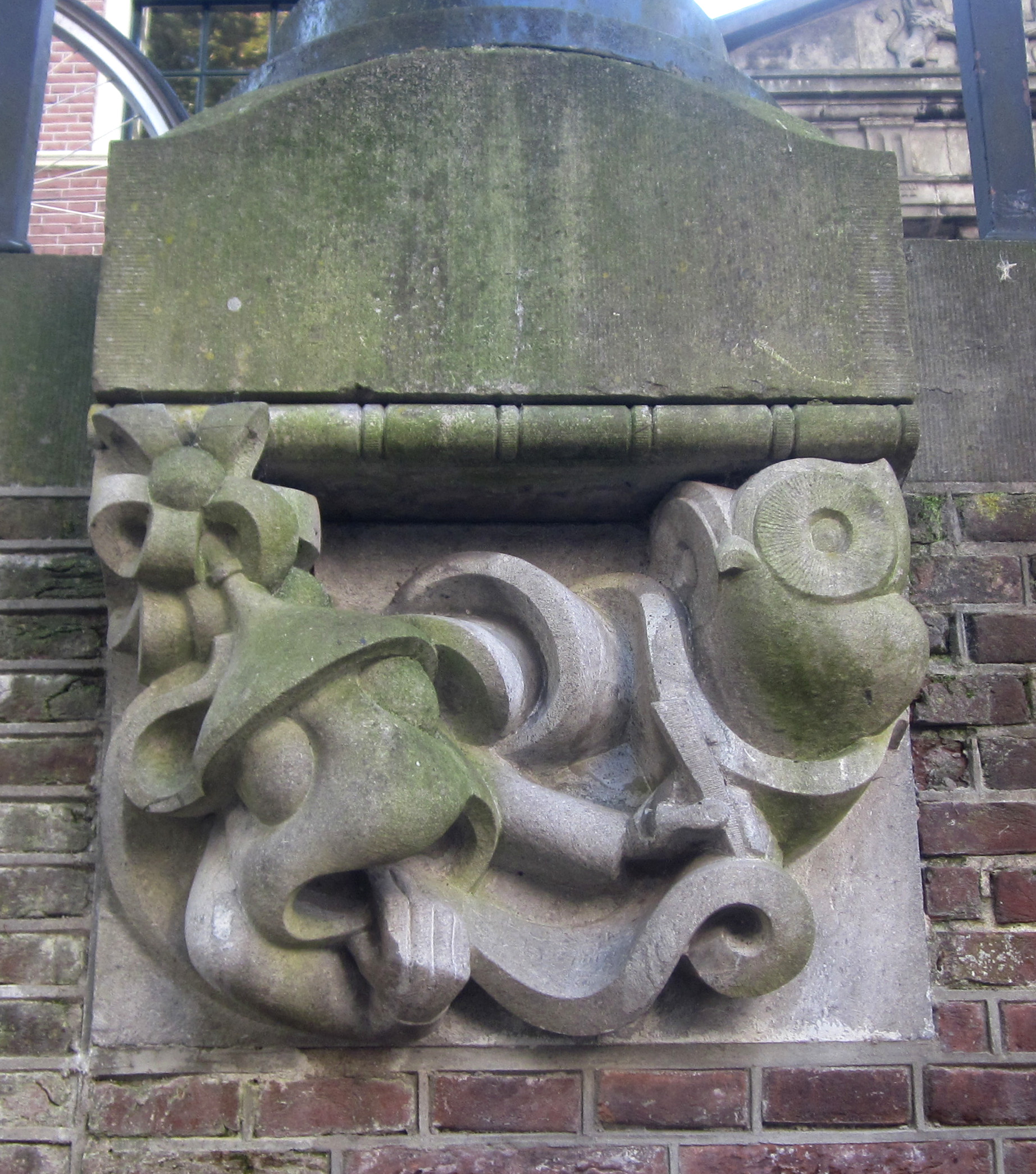
Een van de door Van der Woude gehakte lantaarnconsoles

Kees van der Woude (Achttienhoven (bij Utrecht), 5 februari 1948) is een Nederlandse beeldhouwer.
Hij volgde een opleiding in de stad Utrecht bij de Academie Artibus en was in de leer bij de beeldhouwer Jeanot Bürgi. Van der Woude werd een van de beeldhouwers die betrokken raakte in de creatie van de lantaarnconsoles in de Utrechtse Binnenstad. Hij hakte daarin in de jaren 1960 tot de jaren 1980 tal van lantaarnconsoles die door Bürgi waren ontworpen.
- RKD-Nederlands Instituut voor Kunstgeschiedenis: 85647